# Знамирівка
Зна́мирівка — село в Україні, у Луцькому районі Волинської області. Входить до складу Цуманської селищної громади. Населення становить 298 осіб.

## Населення
Згідно з переписом УРСР 1989 року чисельність наявного населення села становила 288 осіб, з яких 133 чоловіки та 155 жінок.
За переписом населення України 2001 року в селі мешкали 293 особи. 100 % населення вказало своєю рідною мовою українську мову.

## Історія
У 1906 році село Цуманської волості Луцького повіту Волинської губернії. Відстань від повітового міста 80 верст, від волості 27. Дворів 14, мешканців 104.
До 27 липня 2017 року село входило до складу Холоневичівської сільської ради Ківерцівського району Волинської області.
19 липня 2020 року, в результаті адміністративно-територіальної реформи та ліквідації Ківерцівського району, село увійшло до складу Луцького району.